# Bruno Ahlberg
Bruno Valfrid Ahlberg (Espoo, 23 aprile 1911 – Helsinki, 9 febbraio 1966) è stato un pugile finlandese.

## Palmarès
Giochi olimpici
- Bronzo a Los Angeles 1932 nei pesi welter